# جانماریو پاگانو
جانماریو پاگانو (انگلیسی: Gianmario Pagano؛ ‏ ۳ مهٔ ۱۹۶۲) کشیش کاتولیک، فیلم‌نامه‌نویس، آموزگار و نویسنده اهل ایتالیا بود.
از فیلم‌ها و مجموعه‌های تلویزیونی‌ای که وی در آن‌ها نقش داشته است، می‌توان به کارول: پاپ، انسان، یوسف نجار و عیسی اشاره نمود.